# ماهواره

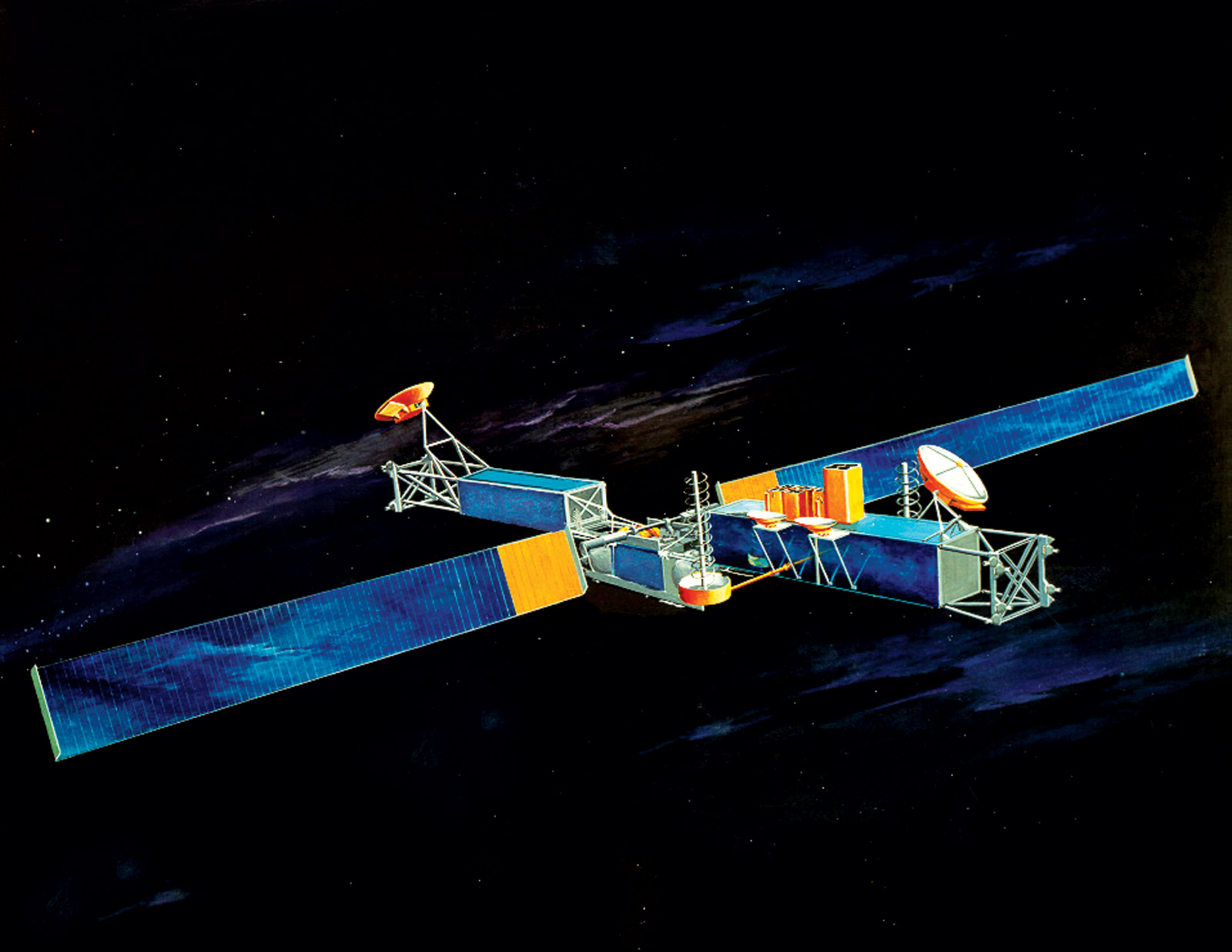
ماهواره مخابراتی میل‌استار

ماهواره به دستگاه‌های ساخت بشر گفته می‌شود که به فضا فرستاده‌شده و در مدارهایی به گرد زمین یا سیارات دیگر می‌چرخند.
اهمیت ماهواره‌ها برای مخابرات و بررسی منابع زمینی و پژوهش و کاربردهای نظامی و جاسوسی روزافزون است. بخشی از پژوهش‌های علمی و تخصصی که در آزمایشگاه‌های مستقر در فضا انجام می‌شود، هرگز نمی‌توانست روی کرهٔ زمین، عملی شود.
نخستین ماهوارهٔ فضایی جهان اسپوتنیک-۱ (به معنی همسفر-۱ به زبان روسی) بود که در تاریخ ۱۲ مهر ۱۳۳۶ به مدار زمین پرتاب شد. پرتاب اسپوتنیک-۱ به مدار زمین آغازگر عصر فضا و مسابقه فضایی شد. از آن زمان، حدود ۸۹۰۰ ماهوارهٔ بیش از ۴۰ کشور به وسیلهٔ ۱۰ ملت به فضا پرتاب شده‌اند. بنا بر تخمینی مربوط به ۲۰۱۸، حدود ۱۹۰۰تا از آنها در مدار به صورت فعال باقی مانده‌اند و بقیه، عمر مفیدشان را پشت سر گذاشته و به زباله‌های فضایی تبدیل شده‌اند. تقریباً ۶۳٪ از ماهواره‌های عملیاتی در مدار نزدیک زمین هستند، ۶٪ در مدار میانی زمین (در ۲۰٫۰۰۰ کیلومتری)، و ۲۹٪ در مدار زمین ثابت (در ۳۶٬۰۰۰ کیلومتری) قرار دارند. ۲٪ باقی مانده را ماهواره‌هایی که در مدارهای بیضی قرار دارند تشکیل می‌دهند. کشورهایی که بیشترین ماهواره را در اطراف زمین دارند، ایالات متحده آمریکا با ۸۵۹ ماهواره به‌طور قابل توجهی پیشتاز بوده‌است، چین با ۲۵۰ ماهواره دوم و روسیه با ۱۴۶ سوم بوده‌است. سپس هند با (۱۱۸)، ژاپن با (۷۲) و بریتانیا با (۵۲) ماهواره پس از آنها قرار دارند. چند ایستگاه فضایی بزرگ، از جمله ایستگاه فضایی بین‌المللی، به صورت قطعاتی پرتاب شده و در مدار یکجا جمع و متصل شده‌اند. بیشتر از یک دوجین کاوشگر فضایی در مدارهای دیگر اجرام نیز قرار داده شده و به ماهواره‌های مصنوعی ماه و قمرهای تیر، ناهید، مریخ، مشتری، کیوان، تعدادی سیارک، و خورشید تبدیل شده‌اند.
اولین ماهوارهٔ ایالات متحده برای تقویت کردن مخابرات «پروژهٔ اسکور» در سال ۱۹۵۸ میلادی بود که از یک نوار برای ضبط و پخش پیام‌های صوتی استفاده می‌کرد. از این ماهواره برای پخش پیام تبریک کریسمس رئیس‌جمهور آمریکا «آیزن هاور» به سراسر دنیا استفاده می‌شد. در سال ۱۹۶۰ میلادی ناسا ماهوارهٔ «اکو» را پرتاب کرد.
تل استار اولین ماهوارهٔ فعال مخابرهٔ مستقیم ماهواره‌ای تجاری بود. وابسته‌های به «ای تی اند تی» به عنوان بخشی از توافق چند ملیتی بین «ای تی اند تی»، آزمایشگاه‌های تلفن بل، ناسا، ادارهٔ پست عمومی بریتانیا و دفتر پست ملی فرانسه برای گسترش ارتباطات ماهواره‌ای، آن ماهواره را از پایگاه فضایی کِیپ کاناوِرال در ۱۰ ژوئیه ۱۹۶۲ میلادی توسط ناسا پرتاب کردند.
اولین و مهم‌ترین برنامهٔ ماهواره‌های مخابراتی در تلفن بلند برد میان قاره‌ای بود. پیشرفت‌ها در کابل‌های مخابراتی زیردریایی با استفاده از فیبرهای نوری باعث کاهش استفاده از ماهواره‌ها برای تلفن‌های ثابت در اواخر قرن بیستم شد، ولی هنوز برخی اقلیم‌ها یا قسمت‌هایی از برخی کشورها بودند که خطوط زمینی مخابرات در آن‌ها اندک بود یا موجود نبود مانند قطب جنوب، به علاوهٔ بخش عظیمی از استرالیا، آمریکای جنوبی، آفریقا، کانادای شمالی، چین، روسیه و گرینلند.
بعد از اینکه سرویس تلفن راه دور تجاری با استفاده از مخابرات ماهواره‌ای ایجاد شد، یک میزبان از دیگر ارتباطات راه دور تجاری با ماهواره‌های مشابه در سال ۱۹۷۹ میلادی شامل موبایل‌های ماهواره‌ای، رادیوی ماهواره‌ای، تلویزیون ماهواره‌ای و دسترسی اینترنتی ماهوارهٔ تطبیق شد. اولین تطابق‌ها برای بیشتر سرویس‌ها در دههٔ ۱۹۹۰ میلادی اتفاق افتاد و درحالی که قیمت‌گذاری برای کانال‌های تقویت
کنندهٔ ماهواره‌ای ادامه می‌یافت به‌طور قابل توجهی افت کرد.

## کاربرد ماهواره‌ها
در عصر ما، ماهواره و تکنولوژی وابسته به آن، چنان در تاروپود جوامع بشری نفوذ کرده که نقش تعیین‌کننده‌ای در تحولات تمدن بشری دارد.
بخشی از تحقیقات و پژوهش‌های علمی و فنی، که در آزمایشگاه‌های مستقر در فضا انجام می‌شود، هرگز نمی‌توانست روی کرهٔ زمین عملی شود. این تحقیقات، که بسیار گوناگون است، در زمینه‌های پزشکی، داروسازی، مهندسی مواد، مهندسی ژنتیک و ده‌ها مورد دیگر، تا به حال دستاوردهای ارزنده‌ای برای بشر داشته‌است.
ماهواره‌ها می‌توانند اطلاعات باارزشی در اختیار انسان قرار دهند که به تحولات شگرفی، در زمینه‌های گوناگون بینجامد. ماهواره‌های کشف منابع زمینی، هواشناسی، مخابراتی، پژوهشی و نظامی از این نوع هستند.

## تاریخچه
نخستین اشاره به ماهواره در ادبیات، نوشته‌ای از ادوارد اورت هیل است. او در سال ۱۸۶۹ در داستانی به نام «ماه آجری» از ماهواره‌ای حامل انسان نام برده که به دور زمین می‌گردد. ژول ورن نیز در داستان «میلیون‌های بگم» در سال ۱۸۷۹ از گلوله توپی نام می‌برد که به‌طور ناخواسته در مدار زمین به گردش درآمده‌است. کنستانتین تسیولکوفسکی نیز در رساله خود به نام «اکتشاف فضای کیهانی با وسائل عکس‌العملی» در میان انبوهی از اندیشه‌های نو در مورد فضانوردی، از ماهواره نیز نام می‌برد.
شروع قرن بیستم
در سال ۱۹۴۵ نویسندهٔ مشهور بریتانیایی آرتور سی کلارک یکی از بزرگ‌ترین خالقان داستانهای علمی–تخیلی، برای اولین بار پیشنهاد قرار دادن یک ماهوارهٔ ارتباطی را در مدار ژئوسنکرون یا مدار کلارک که در فاصلهٔ تقریباً ۳۶۰۰۰ کیلومتری سطح زمین و بالای خط استوا قرار دارد را برای پوشش سیگنال‌های رادیویی و تلویزیونی داد. از این مدار می‌توان به تقریباً ۴۰٪ سطح زمین دسترسی داشت.
جنگ جهانی دوم
استفاده از ماهواره‌ها برای اولین بار در پایان جنگ جهانی دوم بر سر زبان‌ها افتاد.
رقابت فضایی
اولین ماهواره مصنوعی، اسپوتنیک ۱ (Sputnik ۱) بود که توسط شوروی در ۴ اکتبر ۱۹۵۷ شروع به کار کرد و باعث به راه افتادن یک رقابت فضایی بین شوروی و آمریکا شد. آمریکا نیز اولین ماهواره خود را در ۳۱ ژانویه ۱۹۵۸ به فضا پرتاب کرد.
بزرگ‌ترین ماهواره مصنوعی که هم‌اکنون به دور زمین می‌چرخد ایستگاه بین‌المللی فضایی است.
|    | کشور                | سال پرتاب | ماهواره         |
| -- | ------------------- | --------- | --------------- |
| ۱  | اتحاد جماهیر شوروی  | ۱۹۵۷      | اسپوتنیک ۱      |
| ۲  | ایالات متحده آمریکا | ۱۹۵۸      | اکسپلورر ۱      |
| ۳  | فرانسه              | ۱۹۶۵      | آستریکس         |
| ۴  | ژاپن                | ۱۹۷۰      | اسومی           |
| ۵  | چین                 | ۱۹۷۰      | دونگ فانگ هنگ ۱ |
| ۶  | بریتانیا            | ۱۹۷۱      | پراسپرو ایکس-۳  |
| ۷  | هند                 | ۱۹۸۰      | روهینی          |
| ۸  | اسرائیل             | ۱۹۸۸      | اوفک-۱          |
| -  | روسیه               | ۱۹۹۲      | کاسموس ۲۱۷۵     |
| -  | اوکراین             | ۱۹۹۲      | سیچ-۱           |
| ۹  | ایران               | ۲۰۰۹      | امید            |
| ۱۰ | کره شمالی           | ۲۰۱۲      | اونها           |
| ۱۱ | کره جنوبی           | ۲۰۱۳      | STSat-2C        |
| ۱۲ | نیوزیلند            | ۲۰۱۸      | تاسواره         |

## وضعیت ماهواره و زمین
ماهواره‌ای که در مدار ژئوسنکرون و در بالای خط استوا و هماهنگ با سرعت زمین و با زاویه‌ای ثابت، حرکت می‌کند، قسمت مشخصی از سطح زمین را به‌طور ثابت پوشش می‌دهد، و از یک ایستگاه زمینی نیز به صورت یک نقطه ثابت، قابل دیدن است.
گرانش ماه، خورشید، و دیگر ستارگان و سیارات منظومه شمسی روی ماهواره تأثیر می‌گذارد و می‌تواند ماهواره را از مدار خود جابجا کند. برای جلوگیری از این مسئله، موتورهای مخصوصی که به وسیلهٔ ایستگاه‌های زمینی کنترل می‌شوند، کمک می‌کنند که ماهواره‌ها در مدار خود باقی بمانند.

## ارتباط با زمین
برای برقراری ارتباط از یک ایستگاه زمینی، معمولاً احتیاج به یک دیش بزرگ که به نام Uplink Antenna معروف است، می‌باشد و باعث تمرکز اطلاعات ارسالی به ماهواره می‌شود.
در ارتباط بین ماهواره و ایستگاه زمینی معمولاً از دو نوع موج و فرکانس متفاوت استفاده می‌شود. یکی برای Uplink و دیگری برای Downlink. دیش نصب شده بروی ماهواره، سیگنال ارسالی از ایستگاه زمینی را دریافت کرده و به یک دستگاه گیرنده می‌رساند و پس از یک سری پردازش، به فرستنده ماهواره انتقال می‌دهد و از طریق آنتن فرستنده ماهواره، مجدداً به سمت زمین باز تابش داده می‌شود.
امواج ارسالی
سیگنال ارسالی به سطح زمین، به وسیلهٔ دیش‌های معمولی، دریافت و جمع‌آوری شده و به دستگاه گیرنده ماهواره، از طریق ال ان بی، انتقال پیدا می‌کند. قدرت سیگنال دریافتی بر روی زمین، نسبت به فاصله و زاویه و… ماهواره و نقطه گیرندگی، متفاوت بوده و به صورت یک الگوی خاص به نام سایه ماهواره یا footprint معرفی می‌شود.
همیشه قدرت سیگنال ماهواره در مرکز سایه، بیشترین مقدار را دارا می‌باشد و در گوشه‌ها، از کمترین مقدار، برخوردار است. توجه به این نکته لازم است که دریافت سیگنال در خارج از سایه، احتیاج به دیش‌های بزرگ‌تر، دارد. امواج سانتی‌متری، جهت ارسال سیگنال ماهواره به زمین، مورد استفاده قرار می‌گیرد که محدوده فرکانسی آن‌ها بین ۳–۳۰ MHz می‌باشد.
دلیل اصلی استفاده از این امواج رادیویی کوتاه، انتشار راحت امواج و تأثیرات کم نویز و مزاحمت‌های فرکانسی است. البته فرکانسهای بالاتر از ۱۵ Ghz، به صورت وحشتناکی به وسیلهٔ اکسیژن هوا و بخار آب تضعیف می‌گردند.
ماهواره‌ها، سیگنالهای ارسالی خود را به صورت قطبی و با دو حالت افقی و عمودی ارسال می‌کنند و گاهی اوقات نیز، به صورت دورانی، چپ گرد و راست گرد. در سیستم‌های دیجیتال، امکان ارسال دیتا و چندین شبکه تلویزیونی و رادیویی بروی یک فرکانس وجود دارد.

## انواع ماهواره
ماهواره ضد سلاح
ماهواره ضد سلاح، که بعضی مواقع ماهواره‌های کشنده نیز خوانده می‌شوند، ماهواره‌هایی هستند که برای خراب کردن ماهواره‌های دشمن و دیگر سلاح‌های مداری و اهداف دیگر طراحی شده‌اند؛ که آمریکا (در حال تحقیق و توسعه) و روسیه از این نوع ماهواره‌ها، در اختیار دارند.
ماهواره‌های ستاره‌شناختی
ماهواره‌های ستاره‌شناختی که برای مشاهده فاصله سیاره‌ها وکهکشان‌ها و دیگر اشیای خارجی فضا، استفاده می‌شود.
ماهواره‌های زیستی
ماهواره‌های زیستی، ماهواره‌هایی هستند که برای حمل ارگانیسم‌های زنده، طراحی شده‌اند. عموماً برای آزمایش‌های علمی استفاده می‌شوند.
ماهواره‌های مخابراتی
ماهواره‌های مخابراتی، ماهواره‌هایی هستند که برای اهداف ارتباط راه دور، در فضا قرار گرفته‌اند. ماهواره‌های مخابراتی مدرن، نوعاً از مدارهای زمین‌همگام، مولنیا (Molniya) و پایین‌زمینی استفاده می‌کنند.
ماهواره‌های مینیاتوری
ماهواره‌های مینیاتوری، ماهواره‌هایی هستند که دارای وزن کم و سایز کوچک، به‌طور غیرعادی می‌باشند. طبقه‌بندی جدیدی که برای گروه‌بندی این ماهواره‌ها استفاده می‌شود، عبارت است از:
- ماهواره‌های کوچک (۵۰۰–۲۰۰ کیلوگرم)
- ماهواره‌های میکرو (زیر ۲۰۰ کیلوگرم)
- ماهواره‌های نانو (زیر ۱۰ کیلوگرم)

ماهواره‌های هدایت‌کننده
ماهواره‌هایی هستند که از پخش کردن سیگنال‌های رادیویی استفاده می‌کنند تا دریافت‌کننده‌های موبایل را در زمین فعال نمایند تا مکان دقیق آن‌ها مشخص شود.
ماهواره‌های اکتشافی
ماهواره‌های مشاهداتی زمین یا ماهواره‌های مخابراتی می‌باشند، که برای کاربردهای نظامی و جاسوسی مستقر شده‌اند.
ماهواره‌های زمین‌شناسی
ماهواره‌های زمین‌شناسی، ماهواره‌هایی هستند که برای نظارت بر محیط، هواشناسی و ساختن نقشه استفاده می‌شوند.
ماهواره‌های تتر
به ماهواره‌هایی که به وسیله یک کابل که به ماهواره‌ای دیگر متصل شوند، تتر (افسار) می‌گویند.
ماهواره‌های هواشناسی
ماهواره‌های هواشناسی، که به‌طور ابتدایی برای نشان دادن آب و هوای کره زمین به کار می‌روند.

## ایستگاه فضایی
ایستگاه فضایی، یک ساختار ساخته دست بشر می‌باشد که برای زندگی انسان در فضای خارج طراحی شده‌است. یک ایستگاه فضایی از انواع فضاپیماها به وسیله نقصش در نیرو محرکه زیاد یا امکانات بر زمین نشستن، متمایز می‌شود. به جای موتورهای دیگر به عنوان جا به جایی به و از ایستگاه استفاده می‌شود.
ایستگاه‌های فضایی برای باقی‌ماندن در مدار برای مدت کوتاهی طراحی شده‌اند، برای قسمتی از هفته یا ماه یا حتی سال.

## مدار ماهواره‌ها

حرکت مداری

ماهواره‌ها به دور زمین در یک مسیرِ بسته، که آن را مَدار می‌نامند در حال گردش هستند. ناظری که خارج از جو زمین قرار گرفته و به زمین می‌نگرد، مشاهده می‌کند که ماهواره‌ها در مسیرهایی به دور زمین در حال چرخشند. این مسیرها می‌توانند دایره‌ای یا بیضوی یا حتی مربعی باشند؛ اما مرکز زمین در هر حالت در مرکز این مسیر یا در نقطه کانونی آن قرار می‌گیرد. ماهواره در صورتی که تحت تأثیر نیروهای جاذبهٔ دیگری قرار نگیرد، همواره در صفحه‌ای به نام صفحه مداری به گردش خود به دور زمین ادامه می‌دهد. حرکت این صفحهٔ مداری، به دورهٔ مداری و زاویهٔ صفحه، با مدار استوا بستگی دارد. اگر این زاویه صفر باشد، صفحهٔ مداری منطبق بر صفحهٔ استوایی زمین می‌شود.
عناصر مداری؛ عناصری ششگانه‌اند و به تقلید از یوهان کپلر و بر اساس قوانین حرکت سیاره‌ای‌اش (قوانین کپلر) نامگذاری شده‌اند.
هر مدار، توسط این شش عنصر به‌طور کامل تعریف می‌شود و مقدارِ «مبدأ» زمانِ اعتبارِ پارامترها را مشخص می‌کند. برای این پارامترها، به دلیل تغییر جزئی مبناها، هر ۵۰ سال یک مبدأ جداگانه در نظر گرفته می‌شود تا تغییرات مبناها اصلاح گردد.
مدار واقعیِ (و عناصر مداری آن) اجرام، هنگامی که در معرض آشفتگی‌های گرانشی قرار می‌گیرند، تغییر می‌کند؛ بنابراین، مدارِ تعریف شده بوسیلهٔ عناصر مداری، فقط تَقریب ریاضیِ مداری در یک زمان خاص است، که مشخصهٔ مبدا؛ بیان‌کنندهٔ آن است.
عموماً ماهواره‌ها به روی چهار نوع مدار که بستگی به نوع کاربرد ماهواره دارد، قرار می‌گیرند:
- مدار پایین زمین(LEO) (به انگلیسی: Low Earth Orbit)
- مدار قطبی(POLAR) (به انگلیسی: Polar Orbit)
- مدار زمین‌ایست(GEO) (به انگلیسی: Geosynchronous Equatorial Orbit Elliptical)
- مدار بیضوی (به انگلیسی: Elliptical Orbit)

### ماهواره‌های مدار پایین زمین (Leo)

به ماهواره‌هایی که در فاصله نسبتاً کمی از سطح زمین قرار دارند، ماهواره‌های مدار پایین زمین گفته می‌شود. بیشترین ارتفاع این نوع ماهواره‌ها از سطح زمین بین ۳۲۰ تا ۸۰۰ کیلومتر است. مسیر حرکت این ماهواره‌ها از غرب به شرق و هم‌جهت با دَوَران زمین به دور خودش است.
زمان یک دور چرخش به دور زمین در این مدارها، حدود ۹۰ دقیقه است. این مدارها در ارتفاع نسبتاً کمی قرار دارند، در نتیجه می‌توان اجسام نسبتاً سنگین را با یک سیستم پرتاب‌کنندهٔ ساده در آن مدارها قرار داد. گفتنی است که بیشتر ماهواره‌هایی که در این مدارها قرار دارند، درصد زیادی (حدود ۵۰ درصد) از وقت خود را در سایهٔ زمین می‌گذرانند و باید مجهز به باتری‌هایی باشند که بتوانند وسایل الکترونیکی را در این مدت تغذیه کنند. این مدارها معمولاً برای مشاهدات و فعالیت‌های ماهواره‌های نظامی به کار برده می‌شوند.
به دلیل نزدیکی فاصلهٔ این نوع ماهواره‌ها از سطح زمین، سرعت حرکت این ماهواره‌ها خیلی بیشتر از سرعت دوران زمین بدور خودش است؛ سرعت این‌گونه ماهواره‌ها باید به حدی باشد تا به زمین سقوط نکنند. گاهی سرعت آن‌ها به ۲۷٬۰۰۰ کیلومتر بر ساعت نیز می‌رسد. برخی از ماهواره‌های هواشناسی، ماهواره‌های سنجش از دور و ماهواره‌های جاسوسی از این نوع‌اند.

### ماهواره‌های مدار قطبی (Polar)
نوعی از ماهواره‌ها را می‌گویند که مسیر مدار حرکت آن‌ها عمود بر خط استوا و مسیر دَوران آن از قطبهای شمال و جنوب می‌گذرد. مدار قطبی بی شباهت به مدارات ارتفاع پایین نیست و تنها فرق اساسی آن‌ها در جهت دَوران ماهواره است، ماهواره‌های مدار قطبی از شمال به جنوب در گردشند؛ برخلاف ماهواره‌های دیگر که از شرق به غرب است.
ماهواره‌های مدارات قطبی جهت مشاهده سطح زمین مورد استفاده قرارمی‌گیرند. وقتی که یک ماهواره مدار قطبی در حال دوران از شمال به جنوب بدور زمین است و چون زمین نیز خود از شرق به غرب در حال گردِش به دور خود است، این نکته باعث جاروب تمام نقاط موجود بر روی سطح زمین می‌گردد. این کار شبیه پوست کندن یک پرتقال است؛ قسمت به قسمت و در نهایت یک شکلِ تصویرِ کروی از سطح زمین.
بعضی از ماهواره‌های هواشناسی، ماهواره‌های سنجش از دور و ماهواره‌های جاسوسی از این نوع‌اند.

### ماهواره‌های مدار زمین ثابت (Geo)

مَدار زمین‌ایست

این نوع ماهواره‌ها در حالت کلی به روی مدار زمین‌ایست و بر بالای خط استوا، در فاصله ۳۵۷۸۶ کیلومتری از سطح زمین قرار داند.
مدارهای زمین‌ایست دوره گردِشی، درست برابر گردش زمین دارند. این مدار، مدار۲۴ ساعته نیز خوانده می‌شود. این ماهواره‌ها با سرعتی حدود سه کیلومتر درثانیه در مدار زمین‌ایست حرکت می‌کنند. برای ردیابی ماهواره احتیاج به سیستم پیچیده‌ای نیست ماهواره‌ها در مدار ثابت زمینی، با تعداد کم، امکان ایجاد پوشش زیادی را در روی زمین دارند. به عنوان مثال سه ماهواره در روی این مدار برای پوشش بیشتر سطح زمین (به جز قطبها) کافی هستند.
ماهواره نسبت به زاویه‌ای که ایستگاه زمینی آن را می‌بیند، ثابت است، در نتیجه احتیاجی به تغییر جهت آنتن نیست ولی تنظیم آن ضروری است تعداد زیادی از ایستگاه‌های زمینی می‌توانند تحت پوشش یک ماهواره در این مدار قرار گیرند به‌طوری‌که آنتن هر ماهواره می‌تواند حداکثر ۴۲/۴ درصد سطح کره زمین را بپوشاند. این نوع ماهواره‌های در فضا در مکانی ثابت قرار دارند و همراه با دوران زمین بدور خود، می‌گردند و به دلیل همین ثبات دارای سایه‌ای ثابت (معروف به «جای‌پا») بر زمین هستند. به مدار geosynchronous مدار مدار زمین‌ایست یا مدار کلارک نیز گفته می‌شود.
تمام ماهواره‌های مخابراتی و تلویزیونی از این نوع هستند.

### ماهواره‌های مدار بیضوی

این ماهواره‌ها دارای مداری بیضوی هستند. دو نقطه مهم از مدار این ماهواره‌ها نقطه اوج و نقطه حضیض آن‌ها است.
- قسمتی که به سطح زمین نزدیک می‌شوند به نام نقطه حضیض یا perigee نامیده می‌شود.
- قسمتی که از سطح زمین دور می‌شود به نام نقطه اوج یا apogee نامیده می‌شود.

مسیر حرکت و دوران این نوع ماهواره مانند ماهواره‌های قطبی از سمت شمال به جنوب است.
چون اکثر ماهواره‌های مخابراتی در مدار زمین‌ایست قرار گرفته‌اند، این ماهواره‌ها هیچ پوششی بروی قطب‌های شمال و جنوب ندارند. به همین دلیل و جهت پوشش قطب‌ها از ماهواره‌های مدار قطبی استفاده می‌شود. در واقع این نوع از ماهواره‌ها شمالی‌ترین و جنوبی‌ترین قسمت نیمکره‌ها را پوشش می‌دهند.